# Miss Americana (singel)
Miss Americana – trzeci singel polskiej piosenkarki Bryski z jej drugiego albumu studyjnego, zatytułowanego biorę wdech (hikikomori). Singel został wydany 30 czerwca 2023.
Kompozycja znalazła się na 12. miejscu listy OLiA, najczęściej odtwarzanych utworów w polskich rozgłośniach radiowych.

## Geneza utworu i historia wydania
Utwór napisali i skomponowali Gabriela Nowak-Skyrpan, Marco Quisisana, Shady Fatin Cherkaoui, Cristiano Cesario oraz Mark Neve, którzy również odpowiadają za produkcję utworu.
Singel ukazał się w formacie digital download 30 czerwca 2023 w Polsce za pośrednictwem wytwórni płytowej Magic Records w dystrybucji Universal Music Polska. Piosenka została umieszczona na drugim albumie studyjnym Bryski – biorę wdech (hikikomori).

## „Miss Americana” w stacjach radiowych
Nagranie było notowane na 12. miejscu w zestawieniu OLiA, najczęściej odtwarzanych utworów w polskich rozgłośniach radiowych.

## Teledysk
Do utworu powstał teledysk w reżyserii TheDreams Studio, który udostępniono w dniu premiery singla za pośrednictwem serwisu YouTube.

## Lista utworów
- Digital download[2]

1. „Miss Americana” – 2:29

## Notowania

### Pozycja na liście airplay
| Kraj   | Lista (2023)                   | Najwyższa pozycja |
| ------ | ------------------------------ | ----------------- |
| Polska | OLiS – oficjalna lista airplay | 12                |

## Wyróżnienia
| Rok  | Konkurs                  | Kategoria    | Rezultat    |
| ---- | ------------------------ | ------------ | ----------- |
| 2023 | Przebój roku RMF FM 2023 | Przebój roku | 64. miejsce |